# Otto John: Eine deutsche Geschichte
Pour plus de détails, voir Fiche technique et Distribution.
Otto John: Eine deutsche Geschichte est un documentaire  suisse coproduit, écrit et réalisé par Erwin Leiser réalisé et sorti en 1995.

## Synopsis
Le 20 juillet 1954, soit dix ans jour pour jour après l'attentat manqué contre Hitler, Otto John, président de l'Office pour la Protection de la Constitution, disparaissait après avoir participé à Berlin à la cérémonie commémorative. Bientôt on apprit qu'il se trouvait en République Démocratique Allemande, où il exprimait dans la presse son hostilité au réarmement de la RFA, obstacle selon lui à la réunification. En 1955 pourtant il était de retour à l'Ouest. Il y fut arrêté et condamné à quatre ans de prison.
Que s'était-il passé vraiment ? L'officiel ouest allemand avait-il voulu trahir son pays ? Avait-il été enlevé et manipulé par des agents de l'Est. Erwin Leiser tente de percer le mystère. Pour cela, il interviewe lui-même Otto John, qui livre sa version des faits.

## Fiche technique
- Réalisateur, scénariste, auteur du commentaire et coproducteur: Erwin Leiser
- Collaboratrice à la réalisation : Vera Leiser
- Documentaliste : Wolfgang Klaue
- Directeur de la photographie : Peter Warneke
- Montage : Théa Eymèsz
- Producteurs : Willy Segler, Erwin Leiser
- Sociétés de production : EML Film-und Fernseh Produktion, Erwin Leiser Filmproduktion, Sveriges Television
- Société de distribution : Freunde des Deutschen Kinemathek
- Durée : 90 minutes
- Sortie en Suisse : printemps 1995
- Sortie en Allemagne : 16 février 1996
- Sortie simultanée en France : 16 février 1996 (Arte)

## Intervenants
- Otto John
- Markus Wolf
- Henrik Henriksen
- Luzie Wilde
- Narrateurs : Peter Kner et Dietmar Schönherr
- Narratrice : Vera Leiser